# Medunofer
Medunofer ókori egyiptomi szemorvos volt az V. vagy VI. dinasztia idején. Csak masztabasírjából ismert, amely a gízai nekropoliszban található. A masztaba közepén kis kultuszkápolna áll. Az építmény egyetlen díszített eleme az ajtókeret, amelyen ülve ábrázolják a sírtulajdonost, az előtte lévő felirat tartalmazza nevét és címeit – többek közt „a király ismerőse”, „a palota titkainak ismerője”, „a palota szemorvosainak elöljárója” és „a palota orvosa” volt. Életéről ezen kívül semmit nem tudni, azt sem, pontosan mikor élt az óbirodalom korán belül.

## Fordítás
- Ez a szócikk részben vagy egészben  a   Medunefer című német Wikipédia-szócikk ezen változatának fordításán alapul.  Az eredeti cikk szerkesztőit annak laptörténete sorolja fel. Ez a jelzés csupán a megfogalmazás eredetét és a szerzői jogokat jelzi, nem szolgál a cikkben szereplő információk forrásmegjelöléseként.